# Tachina zaqu
Tachina zaqu är en tvåvingeart som beskrevs av Chao och Arnaud 1993. Tachina zaqu ingår i släktet Tachina och familjen parasitflugor.
Artens utbredningsområde är Qinghai (Kina). Inga underarter finns listade i Catalogue of Life.